# Croates blancs

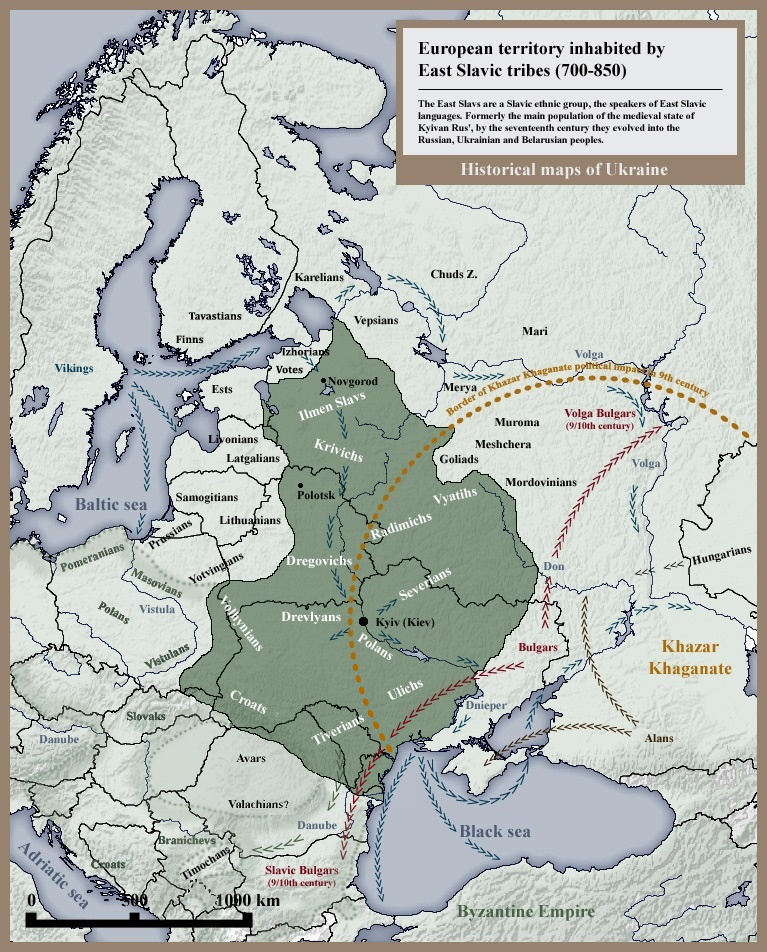
Territoire européen habité par les Slaves de l'Ouest et de l'Est vers 700-850 apr. J.-C.

Les Croates blancs (en croate : Bijeli Hrvati ; en polonais : Chorwaci wschodni ; en tchèque : Bílí Chorvati ; ukrainien : Білі хорвати (Bili khorvaty)), également connus simplement sous le nom de Croates, étaient un groupe de tribus slaves anciennes qui vivaient parmi d'autres tribus slaves occidentales et orientales dans la région historique de Galicie, au nord des Carpates, dans l'ouest de l'Ukraine moderne, en Petite-Pologne, en Slovaquie orientale et dans le nord-est de la Bohême.
Les Croates Blancs, principalement documentés par des auteurs médiévaux étrangers, ont préservé leur nom ethnique jusqu'au début du XXe siècle, principalement en Petite-Pologne. On pense qu'ils se sont assimilés aux populations ukrainiennes, polonaises, slovaques et tchèques et qu'ils ont été les précurseurs des Ruthènes.
À la fin du VIe siècle et au début du VIIe siècle, certains Croates blancs ont migré depuis depuis pays d'origine, la Croatie blanche ou Grande Croatie, vers la Croatie moderne, dans le sud-est de l'Europe, le long de la mer Adriatique, devenant ainsi les ancêtres des Croates modernes.